# Jeremejeviet
Het mineraal jeremejeviet is een fluor-houdend aluminium-boraat met de chemische formule Al6B5O15F2,5(OH)0,5.

## Eigenschappen
Het mineraal vormt hexagonale kristallen, heeft een hardheid van 7 en een gemiddelde dichtheid van 3,29. Het doorzichtige jeremejeviet kent geen splijting.

## Naamgeving
Jeremejeviet is genoemd naar de Russische mineraloog P. V. Jeremejev (1820-1899).

## Voorkomen
Het zeldzame mineraal wordt gevonden in granitische pegmatieten. De typelocatie is de Soktujberg, Adun-Tchilon en Baikal, Rusland. Het mineraal wordt verder gevonden in Swakopmund en het Erongogebergte in Namibië.